# 鈴木町 (川崎市)
鈴木町（すずきちょう）は、神奈川県川崎市川崎区の町名である。住居表示は実施されているが、丁目は設けられていない。面積は497821.7m²で、ほぼ全域が味の素の関連施設および河川敷であり、住民登録している住民はいない。

## 地理
川崎区の北西部に位置し、北は多摩川に臨む。西から南にかけて港町・大師駅前2丁目、東は中瀬1・2丁目に接する。町の南部を東西に京急大師線が走り、西部に鈴木町駅が設けられている。河川敷を除くとほぼ全域が味の素およびそのグループ会社の敷地であり、2015年には企業博物館「味の素グループうま味体験館」がオープンした。大師線の南側から港町、大師駅前2丁目にかけてはメルシャン川崎工場があったが2003年に閉鎖され、跡地のうち鈴木町にかかる部分は味の素の食品研究所およびうま味体験館となっている。味の素の敷地は、隣接する港町および中瀬1丁目にも広がっている。

## 歴史
1914年（大正3年）、鈴木商店（現 味の素）川崎工場開設。1929年（昭和4年）12月10日には京急大師線に味の素駅（1944年、鈴木町駅に改称）が開設された。1937年（昭和12年）12月に、川崎市雑色・大師河原・新宿・久根崎・八幡塚の一部から鈴木町が新設された。町名は、味の素創業者の鈴木三郎助にちなむ。1965年に大師西町と中瀬町2丁目の各一部を編入。1972年には中瀬2丁目と大師西町・中瀬1丁目の各一部を編入した。

## 事業所
2021年（令和3年）現在の経済センサス調査による事業所数と従業員数は以下の通りである。
| 町丁   | 事業所数 | 従業員数 |
| ------ | -------- | -------- |
| 鈴木町 | 20事業所 | 1,645人  |

### 事業者数の変遷
経済センサスによる事業所数の推移。
| 年                 | 事業者数 |
| ------------------ | -------- |
| 2016年（平成28年） | 26       |
| 2021年（令和3年）  | 20       |

### 従業員数の変遷
経済センサスによる従業員数の推移。
| 年                 | 従業員数 |
| ------------------ | -------- |
| 2016年（平成28年） | 3,052    |
| 2021年（令和3年）  | 1,645    |

## その他

### 日本郵便
- 郵便番号 : 210-0801[3]（集配局 : 川崎港郵便局[13]）

### 警察
町内の警察の管轄区域は以下の通りである。
| 番・番地等 | 警察署     | 交番・駐在所 |
| ---------- | ---------- | ------------ |
| 全域       | 川崎警察署 | 大師駅前交番 |